# Metody wychowania
Metody wychowania – pomagają współczesnym osobom zaangażowanym w proces wychowania odnaleźć się w trudnych aspektach dotyczących wielości nurtów wychowania. Nakreślają obraz, wskazują drogę, którą należy podążać w swojej pracy pedagoga. 
Metody wychowania:
- W ujęciu prakseologicznym – metoda to ogólny sposób postępowania. Założeniem, każdej metody jest dążenie do osiągnięcie celów a cel to wartości, jednym słowem poprzez odpowiednie metody dążące do wdrożenia wartości.
- Kopaliński – metoda to świadome, konsekwentne, systematyczne postępowanie. Składają się na nie środki i czynności, które służą realizacji celu.
- Kamiński – sposoby konsekwentnego i możliwie najbardziej skutecznego postępowania zmierzające do określonego celu.
- Muszyński  - sposób postępowania wychowawcy, polegający na wywieraniu wpływu na aktywność wychowanka, związany zawsze z obszarem nagród i kar. Wychowanie poprzez stosowanie tych metod dąży do obranego celu.

Zadaniem teorii wychowania jest tworzenie, rekonstrukcja, przetwarzanie tak treści, metod, kształtów wychowania, aby potrafiły się one wpasować w ówczesny kształt i model świata. Staje się więc niezbędne ciągłe poszukiwanie najlepszych i jak najbardziej aktualnych rozwiązań dotyczących wychowania i kształtowania jednostki. Teoria wychowania to dział, którego treścią i celem jest człowiek (podmiot), treścią jest wychowanie (przedmiot), metodą – sposób wytwarzania odpowiednich postaw, cech, nawyków w młodym lub dorosłym człowieku. Możemy zatem powiedzieć, ze istotą wychowania jest całokształt związany z formowaniem i dopasowaniem nas samych do aktualnych i przyszłych modeli dobrze wychowanego człowieka (w pełnym tego słowa znaczeniu - moralnie, fizycznie, społecznie, emocjonalnie, umysłowo).

## Style wychowania
Wyróżnić można 3 podstawowe style wychowania:
Autorytarny: 
- dominacja wychowawcy
- podporządkowanie wychowanka
- wychowanie zazwyczaj jednoznaczne restrykcyjne
- metody bezpośrednie: nagrody, kary

Partnerski:
- liberalny
- samodzielne kształtowanie sytuacji wychowawczych
- pozostawiona swoboda i niezależność dziecku
- interwencja tylko w sytuacjach kryzysowych
- wychowanie poprzez życiowe sytuacje

Demokratyczny:
- współkreowanie wychowanka
- wychowawca uczestniczy w życiu wychowanka
- metody pośrednie: oddziaływanie poprzez naśladownictwo

## Podział według Muszyńskiego
WPŁYW OSOBISTY:
- wyrażanie aprobaty i dezaprobaty (podoba - nie podoba mi się)
- działanie – wpływu osobistego
- perswazja
- wysuwanie sugestii
- instruowanie

Indywidualna relacja wychowawca-wychowanek, według tych oddziaływań będziemy poznawać świat.
WPŁYW SPOŁECZNY
- modyfikacja celów zespołu
- kształtowanie norm postępowania
- przekształcanie struktury zespołu
- nadawanie właściwego kierunku kontroli

Pod wpływem otoczenia możemy zmienić swoje zachowanie by dostosować się do ogółu, by pozyskać akceptację
WPŁYW SYTUACYJNY
- nagradzanie
- karanie
- organizowanie doświadczenia

Określona sytuacja może wpłynąć na nasze zachowanie (strata bliskich)
KIEROWANIE SAMOWYCHOWANIEM
- ukazywanie samych sposobów
- przygotowanie do świadomego ćwiczenia
- ukazywanie do świadomego ćwiczenia

To co zrobię sama dla siebie, kierowanie swoim samorozwojem, to jakie wartości będą miały wpływ na mój system wartości

## Podział według Piotrowiak
- metody bezpośrednie
- metody pośrednie
- metody indywidualne i grupowe

### Metody bezpośrednie
To metody działające na świadomość.
NAGRADZANIE
- wybiórczość w stosowaniu nagród
- brak uzasadnienia
- nagradzanie – rozwija postawy konsumpcyjne

KARANIE  
- niska skuteczność karania
- stosowanie karania zbiorowego
- eksponowanie kar fizycznych w wychowaniu
- powstanie zaburzeń emocjonalnych

W dzisiejszych czasach okazuje się, iż ten rodzaj metody wychowania jest wielce nieskuteczny. Karanie – budzi mechanizmy obronne (myślenie autonomiczne zrobię co będę chciał) Nagradzanie – szukanie kolejnych korzyści (komercje).

### Metody pośrednie
Działające na podświadomość – skuteczność tych metod jest według niektórych osób o wiele wyższa.

#### Metoda perswazyjno-informacyjna
- tłumaczenie, przekazywanie, danych w celu zmiany opinii, postaw, zachowań
- korygowanie i wzbogacanie zasobu wiedzy
- w metodzie tej posługujemy się językiem werbalnym i niewerbalnym
- wychowujemy poprzez: komunikacje, rozmawiając, dyskutując, polemizując, perswadując

Warunki skuteczności:
- umiejętne słuchanie (nie zamykamy się na opinię rozmówcy i na drugą osobę)
- umiejętne formułowanie argumentów  (dojrzałe argumentowanie)
- stosowanie komunikatów pozawerbalnych (zgodność z komunikatem werbalnym)
- rezygnacja z bezwzględnej dominacji wyrażonej w opiniach. (nie moralizować, w wychowaniu nie ma zwycięzców i przegranych, wychowanie bez porażek)

Problemy:
- skłonność do moralizowania
- chęć potwierdzenia własnych racji
- unikanie tematów trudnych (tabu)

#### Ważna koncepcja Gordonowska
- komunikat przejrzysty,
- oparty na słuchaniu
- nie ma wygranych, przegranych
- nie oceniać - blokada dialogu
- wysłuchać, nie przerywać, niech powie co ma do powiedzenia

#### Metoda modelowania (modelowanie-wzorowanie) Bronfenbrenner
- naśladowanie zachowań, ról społecznych, upodabnianie się w sposób nieświadomy do innych osób
- efekt bezpośredni (dziecko zachowuje się dokładnie jak wychowawca)
- efekt generalizowania (tendencja do zbliżonych zachowań, jakimi posługiwali się nasi wychowawcy)

Warunki skuteczności:
1.	identyfikacja wychowanka z wychowawcą (autorytet)
2.	atrakcyjność treści przekazywanych przez model (treści dostosowane do okresu życia, w okresie dojrzewania – ucieczka od autorytetu rodziców – potem powrót)
3.	wartości przyswojone przez dziecko - jako determinanty pozytywnych lub negatywnych zachowań
4.	wiek dziecka- metoda skuteczniejsza w młodym wieku dziecka
Problemy:
1.	brak właściwych wzorców zachowań (rodzina, media, instytucje) pozytywne ok., negatywne – zasada dziedziczenia patologii
2.	rozbieżność między obszarem deklaracji a zachowań wychowawców (nasila się w okresie dojrzewania- wzór rodzica nie jest idealny, poszukiwanie bardziej spójnych wzorów zachowań)

#### Metoda zadaniowa (Motywująco-prowokująca)
- powierzanie dziecku zadań
- stawianie dziecka w sytuacjach problemowych
- wykształcanie dzięki tym sytuacjom konstruktywnych zachowań i postaw
- uczy się dzięki temu czego należy unikać, jak postępować
- nawiązanie do DEWEYOWSKIEJ koncepcji – doświadczenia (działalne jest źródłem wiedzy)

Warunki skuteczności:
- umiejętne formułowanie zadań (poziom i możliwości dostosowane)
- zaangażowanie
- stopniowanie trudności (od prostych do trudnych)
- obiektywna ocena działalności wychowanka
- pogłębianie samodzielności wychowanka (interweniować tylko gdy jest taka potrzeba)

Problemy:
- trudności w formułowaniu zadań
- skłonność do wyręczania wychowanka

### Metoda grupowa
- oddziaływanie kilku osób na jednostkę w celu zmodyfikowania postaw bądź zachowań
- zmiany poprzez bycie i działanie z innymi osobami

#### Metoda organizowania działalności zespołowej (Kamiński, Courinet)
- istnieją cechy przywódców zespołu
- nikogo nie można włączyć do grupy na siłę
- grupa nie powinna być liczna spychanie odpowiedzialności na innych
- lider powinien wyłonić się sam w sposób naturalny
- gdy 2 liderów warto podzielić grupę

Warunki skuteczności:
1.	odpowiednia liczebność zespołu
2.	różnorodność (duże grupy ok. 50 os.)
3.	grupy dobrane według temperamentu
4.	precyzyjne określenie zadań
5.	koordynacja działań
Problemy:
1.	konflikty między członkami zespołu
2.	pogłębianie podziałów
3.	Rozwój postaw konformistycznych, 
4.	ulegamy grupie, przestajemy się angażować

#### Metoda organizowania działalności samorządowej –A. Neill
- uczestnictwo dzieci i młodzieży w działalności
- uczy odpowiedzialności, ważności, że możemy mieć na coś wpływ
- przygotowanie do samodzielnego życia
- zbyt wczesne włączenie spowoduje upośledzenie na gruncie społecznym

Warunki skuteczności:
- realność zadań i problemów
- zwiększenie udziału wychowanków
- usprawnianie rozwiązań organizacyjnych
- tworzeniu równych szans udziału w budowaniu rzeczywistości

Problemy
- powstanie klik i grup interesów
- brak spójności działań
- nadmierna ingerencja wychowanków.